# Soemlamanjokobucht
Die Soemlamanjokobucht liegt zwischen der Südwestküste der Insel Waigeo und der Nordküste der Insel Gam, die zum Archipel von Raja Ampat gehören.

## Geographie
Die Soemlamanjokobucht ist eine Nebenbucht der Kabuybucht, die sich nach Nordosten hin ausdehnt. Das östliche Ende der Soemlamanjokobucht markiert das Kap Kalebenet, der nördlichste Punkt von Gam. Im Südwesten der Soemlamanjokobucht verbindet die schmale Kabuystraße die Bucht mit der Warparimbucht und trennt so die beiden Inseln Waigeo und Gam.